# 张玺 (1912年)
张玺（1912年—1959年），原名王常珍，河北省平乡县人，中华人民共和国政治人物。

## 生平
张玺早年就读于河北省立第四师范学校，此后参加学生运动，后被捕，关押于北平军人反省分院。1936年，经营救释放，担任中共直鲁豫边特委书记，后任中共冀豫地委书记，在磁县组建抗日民主政权“磁县人民抗日民主政府”。1940年，担任中共冀鲁豫边区委员会副书记。1945年，任中共冀鲁豫边区委员会书记兼军区政委。1948年，任中共豫西区委员会第一书记兼军区政委。1949年后，担任中共河南省委书记兼军区政委。1952年，调任国家计划委员会第一副主任，协助计划安排第一个五年计划、第二个五年计划。1959年1月8日，因患鼻咽癌去世。